# Kanarische Winde

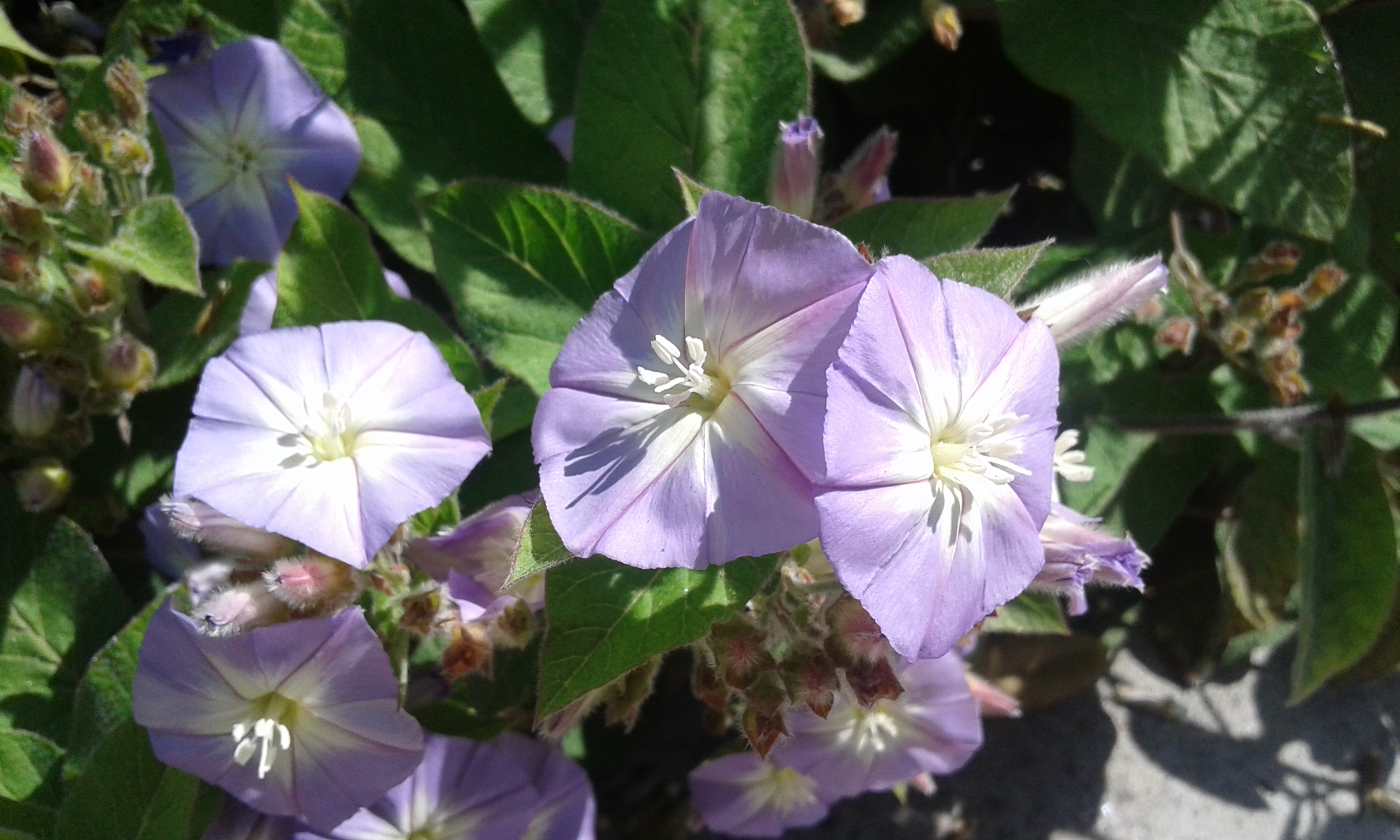
Blüten

Die Kanarische Winde (Convolvulus canariensis) ist eine Pflanzenart aus der Familie der Windengewächse (Convolvulaceae).

## Beschreibung
Die Kanarische Winde ist eine kräftige und zumindest im unteren Bereich verholzte Liane oder ein kriechender Strauch, die bis zu 10 Meter lang werden. Die stark behaarte Pflanze überwuchert andere Sträucher und Bäume zum Teil völlig. Die jüngeren Sprossachsen sind behaart. Die wechselständigen und vor allem unterseits behaarten, leicht herzförmigen Laubblätter sind kurz gestielt, bis zu 10 Zentimeter groß, spitz, ganzrandig und eiförmig. 
Die achselständigen, nur kurz gestielten, zymösen Blütenstände bestehen aus drei bis elf Blüten. Die Vorblätter sind behaart. Die gestielten, zwittrigen Blüten sind bis 18 Millimeter lang, attraktiv, purpur bis violett-blau und im Schlund gelb. Der Kelch ist zottig behaart. Der Kronsaum ist verwachsen. Der oberständige Fruchtknoten ist an der Spitze behaart und die Staubfäden sind drüsig.
Es werden kleine, kahle Kapselfrüchte gebildet.
Die Blütezeit reicht von März bis Juli.

## Vorkommen
Die Kanarische Winde kommt auf den Kanareninseln La Palma, El Hierro, La Gomera, Teneriffa und Gran Canaria in der Lorbeerwaldregion vor.

## Belege
- Ingrid Schönfelder und Peter Schönfelder: Kosmos-Atlas Mittelmeer- und Kanarenflora. Franckh-Kosmos Verlag, Stuttgart 1994, ISBN 3-440-06223-6.
- John R. I. Wood et al.: A foundation monograph of Convolvulus L. (Convolvulaceae). In: PhytoKeys. 51, 2015, S. 1–282, doi:10.3897/phytokeys.51.7104, PMID 26140023.